# إسبارسا (كانتون)

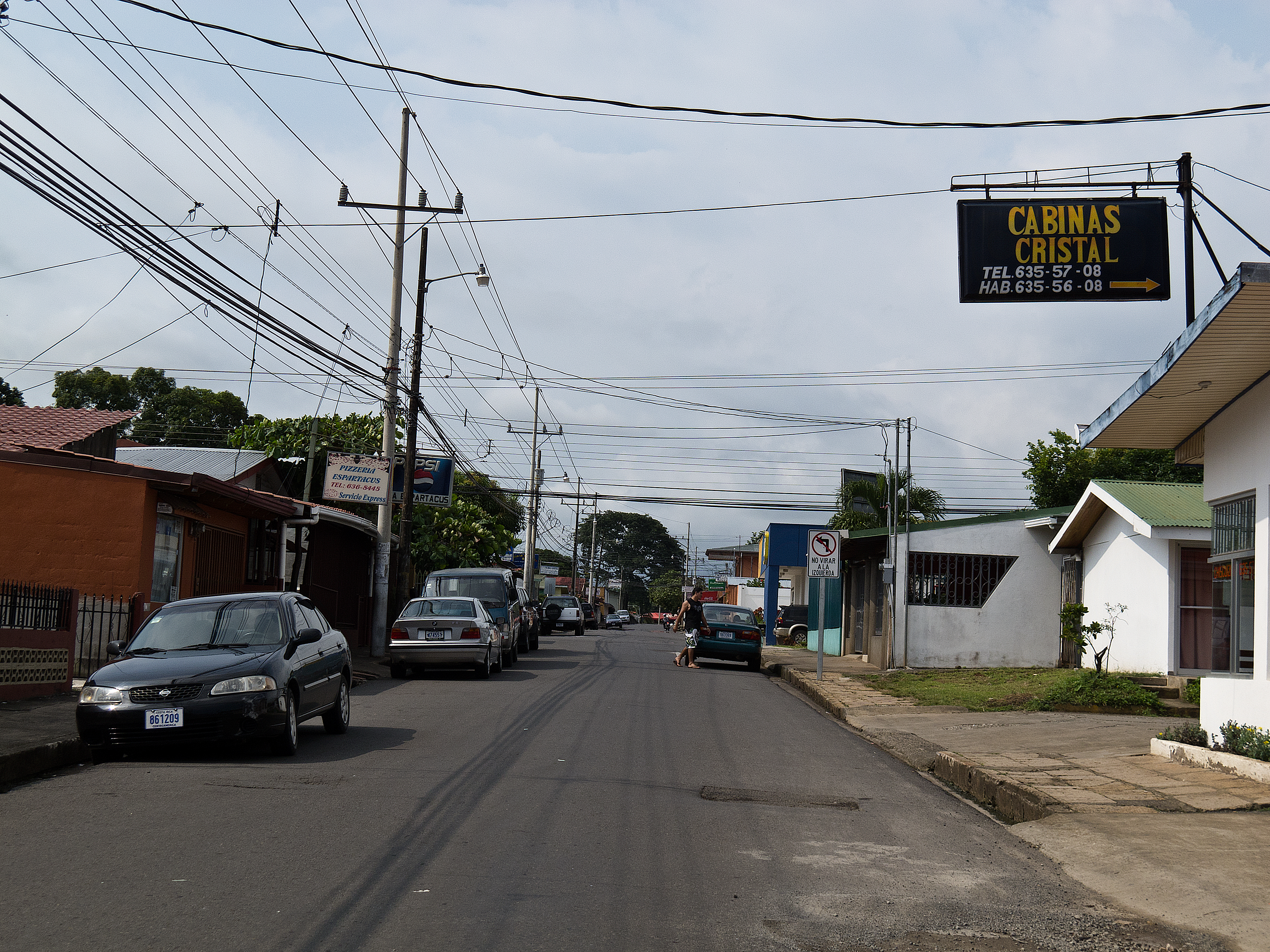
شارع في كانتون إسبارسا

إسبارسا (بالإسبانية: Esparza) هو الكانتون الثالث في محافظة بونتاريناس في كوستاريكا. و يغطي الكانتون مساحة 216.80 كم مربع،
كما يقارب عدد سكانه 25,503 نسمة.
و تدعى مدينته الرئيسية بـإسبارسا أيضا.
ألجزء الأهم من الكانتون يقع على كول ساحل خليج نيكوجا، بين مصبي نهر برانكا و خيسوس ماريا، و يمتد الكانتون شمالا من مدينة إسبارسا و إلى سلسلة جبال تيلاران.
تم تأسيس هذا الكانتون في 7 كانون الأول 1848.

## المقاطعات
يتألف كانتون إسبارسا من خمس مقاطعات و هي :
1. إسبيريتو سانتو
2. سان خوان غرانديه
3. ماكاكونا
4. سان رافاييل
5. سان خيرونيمو

## أعلام
- رونالد تشافيس